# Wolffgang Wickhart
Wolffgang Wickhart (* 17. stol. – 1726) byl pražský arcibiskupský nakladatel, vydavatel a tiskař.

## Dílo
Byl faktorem pražské Arcibiskupské tiskány v letech 1700-1726. Jako stavovský tiskař působil v Praze v letech 1717-1726.